# Вибраново (Жнінський повіт)
Вибраново (пол. Wybranowo, нім. Wibrach) — село в Польщі, у гміні Яновець-Велькопольський Жнінського повіту Куявсько-Поморського воєводства.
Населення — 79 осіб (2011).
У 1975-1998 роках село належало до Бидгощського воєводства.

## Демографія
Демографічна структура станом на 31 березня 2011 року:
|          | Загалом | Допрацездатний вік | Працездатний вік | Постпрацездатний вік |
| -------- | ------- | ------------------ | ---------------- | -------------------- |
| Чоловіки | 42      | 12                 | 27               | 3                    |
| Жінки    | 37      | 8                  | 23               | 6                    |
| Разом    | 79      | 20                 | 50               | 9                    |